# Nuoto ai campionati mondiali di nuoto 2019 - Staffetta 4x200 metri stile libero femminile
La gara di nuoto della staffetta 4x200 metri stile libero femminile dei campionati mondiali di nuoto 2019 è stata disputata il 25 luglio presso il Nambu International Aquatics Centre di Gwangju. Vi hanno preso parte 14 squadre nazionali.

## Podio
| Posizione | Nazione     | Atlete                                                                                                   |
| --------- | ----------- | --- |
| Oro       | Australia   | Ariarne Titmus Madison Wilson Brianna Throssell Emma McKeon Leah Neale* Kiah Melverton*                  |
| Argento   | Stati Uniti | Simone Manuel Katie Ledecky Melanie Margalis Katie McLaughlin Allison Schmitt* Gabby DeLoof* Leah Smith* |
| Bronzo    | Canada      | Kayla Sanchez Taylor Ruck Emily Overholt Penny Oleksiak Rebecca Smith* Emma O'Croinin*                   |

* Atleti che hanno nuotato solamente nelle batterie.

## Programma
| Data           | Ora (UTC+9) | Turno    |
| -------------- | ----------- | -------- |
| 25 luglio 2019 | 11:31       | Batterie |
| 25 luglio 2019 | 21:47       | Finale   |

## Record
Prima della manifestazione il record del mondo e il record dei campionati erano i seguenti.
| Record mondiale       | 7'42"08 | Cina Yang Yu (1'55"47) Zhu Qianwei (1'55"79) Liu Jing (1'56"09) Pang Jiaying (1'54"73) | 30 luglio 2009 Roma, Italia |
| Record dei campionati | 7'42"08 | Cina Yang Yu (1'55"47) Zhu Qianwei (1'55"79) Liu Jing (1'56"09) Pang Jiaying (1'54"73) | 30 luglio 2009 Roma, Italia |

## Risultati

### Batterie[2]
| Pos. | Batteria | Corsia | Nazione       | Atlete | Tempo   | Note             |
| ---- | -------- | ------ | ------------- | --- | ------- | ---------------- |
| 1    | 2        | 4      | Australia     | Leah Neale (1'58"30) Madison Wilson (1'56"46) Brianna Throssell (1'56"70) Kiah Melverton (1'59"18)                    | 7'50"64 | Q                |
| 2    | 1        | 4      | Stati Uniti   | Allison Schmitt (1'59"37) Gabby DeLoof (1'58"35) Melanie Margalis (1'56"37) Leah Smith (1'57"49)                      | 7'51"58 | Q                |
| 3    | 1        | 3      | Russia        | Anastasia Guzhenkova (1'59"04) Valeriya Salamatina (1'57"54) Daria Mullakaeva (1'58"74) Veronika Andrusenko (1'57"34) | 7'52"66 | Q                |
| 4    | 1        | 5      | Cina          | Ai Yanhan (1'58"83) Dong Jie (1'59"72) Zhang Yuhan (1'57"16) Li Bingjie (1'58"39)                                     | 7'54"10 | Q                |
| 5    | 2        | 6      | Germania      | Reva Foos (1'58"81) Isabel Marie Gose (1'57"51) Marie Pietruschka (1'59"23) Annika Bruhn (1'58"75)                    | 7'54"30 | Q                |
| 6    | 2        | 5      | Canada        | Kayla Sanchez (1'58"88) Emily Overholt (1'57"11) Rebecca Smith (1'58"74) Emma O'Croinin (2'00"37)                     | 7'55"10 | Q                |
| 7    | 1        | 6      | Ungheria      | Ajna Késely (1'58"82) Evelyn Verrasztó (2'00"37) Zsuzsanna Jakabos (1'59"60) Katinka Hosszú (1'56"61)                 | 7'55"40 | Q                |
| 8    | 2        | 3      | Giappone      | Rio Shirai (1'59"68) Chihiro Igarashi (1'59"17) Tomomi Aoki (1'58"17) Nagisa Ikemoto (1'58"98)                        | 7'56"00 | Q                |
| 9    | 2        | 2      | Polonia       | Aleksandra Polańska (1'59"80) Dominika Kossakowska (2'00"76) Marta Klimek (2'00"13) Aleksandra Knop (2'01"01)         | 8'01"70 |                  |
| 10   | 2        | 1      | Nuova Zelanda | Erika Fairweather (1'58"84) Carina Doyle (2'00"92) Chelsey Edwards (2'01"88) Eve Thomas (2'01"64)                     | 8'03"28 |                  |
| 11   | 1        | 2      | Hong Kong     | Camille Cheng (2'02"32) Siobhán Haughey (1'56"84) Ho Nam Wai (2'03"19) Stephanie Au (2'02"63)                         | 8'04"98 |                  |
| 12   | 2        | 7      | Corea del Sud | Choi Jung-min (2'02"21) Jung Hyun-young (2'02"10) Park Na-ri (2'01"89) Jo Hyun-ju (2'02"18)                           | 8'08"38 |                  |
| 13   | 1        | 7      | Singapore     | Quah Ting Wen (2'00"28) Gan Ching Hwee (2'02"80) Christie Chue (2'04"08) Quah Jing Wen (2'01"28)                      | 8'08"44 | Record nazionale |
| 14   | 1        | 1      | Portogallo    | Diana Durães (2'04"31) Tamila Holub (2'03"95) Ana Monteiro (2'10"93) Victoria Kaminskaya (2'10"80)                    | 8'29"99 |                  |

### Finale[3]
| Pos. | Corsia | Nazione     | Atlete | Tempo   | Note                |
| ---- | ------ | ----------- | --- | ------- | ------------------- |
|      | 4      | Australia   | Ariarne Titmus (1'54"27) Madison Wilson (1'56"73) Brianna Throssell (1'55"60) Emma McKeon (1'54"90)               | 7'41"50 | Record mondiale     |
|      | 5      | Stati Uniti | Simone Manuel (1'56"09) Katie Ledecky (1'54"61) Melanie Margalis (1'55"81) Katie McLaughlin (1'55"36)             | 7'41"87 | Record panamericano |
|      | 7      | Canada      | Kayla Sanchez (1'57"32) Taylor Ruck (1'56"41) Emily Overholt (1'56"26) Penny Oleksiak (1'54"36)                   | 7'44"35 | Record nazionale    |
| 4    | 6      | Cina        | Yang Junxuan (1'56"41) Wang Jianjiahe (1'56"52) Li Bingjie (1'56"29) Zhang Yuhan (1'57"00)                        | 7'46"22 |                     |
| 5    | 3      | Russia      | Anna Egorova (1'58"19) Anastasia Guzhenkova (1'56"43) Valeriya Salamatina (1'56"93) Veronika Andrusenko (1'56"70) | 7'48"25 | Record nazionale    |
| 6    | 1      | Ungheria    | Ajna Késely (1'59"60) Evelyn Verrasztó (1'59"74) Zsuzsanna Jakabos (1'57"63) Katinka Hosszú (1'57"60)             | 7'54"57 |                     |
| 7    | 2      | Germania    | Reva Foos (1'59"81) Isabel Marie Gose (1'57"99) Marie Pietruschka (1'59"04) Annika Bruhn (1'58"79)                | 7'55"63 |                     |
| 8    | 8      | Giappone    | Rio Shirai (1'59"88) Chihiro Igarashi (1'58"81) Tomomi Aoki (1'58"32) Nagisa Ikemoto (1'59"30)                    | 7'56"31 |                     |